# HC Roma
Hockey Club Roma is een Italiaanse hockeyclub uit Rome.
De club werd in 1968 opgericht en is een van de succesvolste hockeyclubs van Italië. De rood en oranje/gele club biedt herenhockey, jeugd en veteranenhockey aan. De dames spelen bij de bevriende hockeyclub Libertas San Saba en spelen vandaag de dag nog steeds zelfstandig onder deze naam.
De heren hebben zeven maal het landskampioenschap (Scudetti) gewonnen.